# Zoldo Alto
Zoldo Alto (Zoldo Aut in ladino) è stato un comune italiano in provincia di Belluno, in Veneto, soppresso il 23 febbraio 2016 per fusione con Forno di Zoldo per formare il nuovo comune di Val di Zoldo. La denominazione del comune fino al 1890 era San Tiziano di Goima.

## Storia
A partire dagli anni Sessanta Zoldo Alto divenne noto per gli impianti sciistici che rientrano nel comprensorio del quale fanno parte anche la zona dell'Agordino e della Val Fiorentina.

## Società

### Evoluzione demografica
Abitanti censiti

## Geografia antropica
Si trattava di un comune sparso in quanto sede comunale era la frazione Fusine. Oltre ad essa il comune comprendeva le frazioni di Brusadaz, Chiesa, Coi, Cordelle, Costa, Fusine, Gavaz, Iral, Mareson, Molin, Pecol, Pianaz, Rutorbol e Soramaè, estendendosi, oltre che nella parte superiore della Val di Zoldo, anche nella Val di Goima.

## Amministrazione
| Periodo           | Periodo           | Primo cittadino      | Partito                     | Carica                  | Note   |
| ----------------- | ----------------- | -------------------- | --------------------------- | ----------------------- | ------ |
| 11 gennaio 1986   | 15 novembre 1990  | Sante Iral           | DC                          | Sindaco                 | [ 9 ]  |
| 15 novembre 1990  | 19 febbraio 1991  | Veniero Dal Mas      | -                           | Commissario prefettizio |        |
| 19 febbraio 1991  | 12 settembre 1994 | Sante Iral           | DC                          | Sindaco                 | [ 10 ] |
| 12 settembre 1994 | 21 novembre 1994  | Sergio Mazzia        | -                           | Commissario prefettizio |        |
| 24 aprile 1995    | 25 agosto 1995    | Alessio Brustolon    | lista civica                | Sindaco                 | [ 11 ] |
| 18 novembre 1996  | 14 maggio 2001    | Mario Rizzardini     | lista civica                | Sindaco                 | [ 12 ] |
| 14 maggio 2001    | 30 maggio 2006    | Lucia Colussi        | lista civica Primavera      | Sindaco                 | [ 13 ] |
| 30 maggio 2006    | 16 maggio 2011    | Roberto Molin Pradel | lista civica Per Zoldo Alto | Sindaco                 | [ 14 ] |
| 16 maggio 2011    | 23 febbraio 2016  | Roberto Molin Pradel | lista civica Per Zoldo Alto | Sindaco                 | [ 15 ] |